# Lista de governadores das unidades federativas do Brasil
Esta é uma lista dos atuais governadores das 27 unidades federativas do Brasil (26 estados e Distrito Federal).

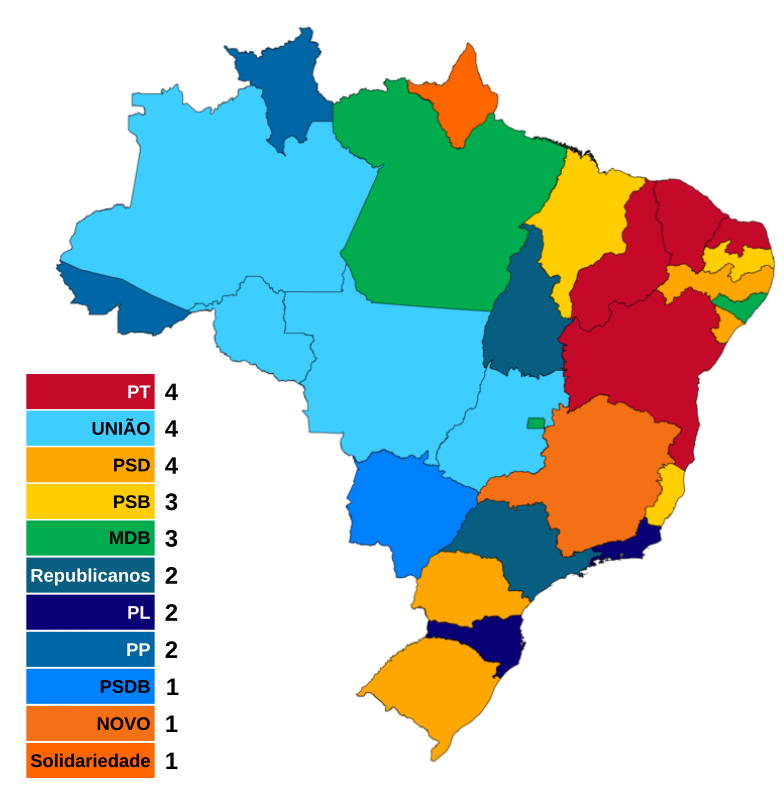
Partidos dos governadores do Brasil desde 08 de maio de 2025.

| Partido | Partido       | N.º de unidades federativas governadas |
| ------- | ------------- | -------------------------------------- |
|         | PT            | 4                                      |
|         | UNIÃO         | 4                                      |
|         | PSD           | 4                                      |
|         | PSB           | 3                                      |
|         | MDB           | 3                                      |
|         | PP            | 2                                      |
|         | PSDB          | 1                                      |
|         | Republicanos  | 2                                      |
|         | PL            | 2                                      |
|         | NOVO          | 1                                      |
|         | Solidariedade | 1                                      |
| Total   | Total         | 27                                     |

## Atuais governadores
| Unidade federativa (lista de governadores) | Governador | Governador            | Partido | Partido                                        | No cargo desde        | Fim previsto do mandato | Eleição   | Vice-governador                                                   | Ref.                               |
| ------------------------------------------ | ---------- | --------------------- | ------- | ---------------------------------------------- | --------------------- | ----------------------- | --------- | ----------------------------------------------------------------- | ---------------------------------- |
| Acre (lista)                               |            | Gladson Cameli        |         | Progressistas (PP)                             | 1º de janeiro de 2019 | 6 de janeiro de 2027    | 2018 2022 | Major Rocha (2019–2023) Mailza Gomes (2023–presente)              | [ 1 ] [ 2 ]                        |
| Alagoas (lista)                            |            | Paulo Dantas          |         | Movimento Democrático Brasileiro (MDB)         | 15 de maio de 2022    | 6 de janeiro de 2027    | 2022      | Doutor Wanderley (2022–2023) Ronaldo Lessa (2023–presente)        | [ 3 ] [ 4 ]                        |
| Amapá (lista)                              |            | Clécio Luis           |         | Solidariedade                                  | 1º de janeiro de 2023 | 6 de janeiro de 2027    | 2022      | Teles Junior (2023–presente)                                      | [ 5 ]                              |
| Amazonas (lista)                           |            | Wilson Lima           |         | União Brasil (UNIÃO)                           | 1º de janeiro de 2019 | 6 de janeiro de 2027    | 2018 2022 | Carlos Almeida (2019–2023) Tadeu de Souza (2023–presente)         | [ 6 ] [ 7 ] [ 8 ]                  |
| Bahia (lista)                              |            | Jerônimo Rodrigues    |         | Partido dos Trabalhadores (PT)                 | 1º de janeiro de 2023 | 6 de janeiro de 2027    | 2022      | Geraldo Júnior (2023–presente)                                    | [ 9 ]                              |
| Ceará (lista)                              |            | Elmano de Freitas     |         | Partido dos Trabalhadores (PT)                 | 1º de janeiro de 2023 | 6 de janeiro de 2027    | – 2022    | Jade Romero (2023–presente)                                       | [ 10 ]                             |
| Distrito Federal (lista)                   |            | Ibaneis Rocha         |         | Movimento Democrático Brasileiro (MDB)         | 1º de janeiro de 2019 | 6 de janeiro de 2027    | 2018 2022 | Paco Britto (2019–2023) Celina Leão (2023–presente)               | [ 11 ] [ 12 ]                      |
| Espírito Santo (lista)                     |            | Renato Casagrande     |         | Partido Socialista Brasileiro (PSB)            | 1º de janeiro de 2019 | 6 de janeiro de 2027    | 2018 2022 | Jacqueline Moraes (2019–2023) Ricardo Ferraço (2023–presente)     | [ 13 ] [ 14 ]                      |
| Goiás (lista)                              |            | Ronaldo Caiado        |         | União Brasil (UNIÃO)                           | 1º de janeiro de 2019 | 6 de janeiro de 2027    | 2018 2022 | Lincoln Tejota (2019–2023) Daniel Vilela (2023–presente)          | [ 15 ] [ 16 ]                      |
| Maranhão (lista)                           |            | Carlos Brandão Júnior |         | Partido Socialista Brasileiro (PSB)            | 2 de abril de 2022    | 6 de janeiro de 2027    | – 2022    | – (2022) Felipe Camarão (2023–presente)                           | [ 17 ]                             |
| Mato Grosso (lista)                        |            | Mauro Mendes          |         | União Brasil (UNIÃO)                           | 1º de janeiro de 2019 | 6 de janeiro de 2027    | 2018 2022 | Otaviano Pivetta (2019–presente)                                  | [ 18 ] [ 19 ]                      |
| Mato Grosso do Sul (lista)                 |            | Eduardo Riedel        |         | Partido da Social Democracia Brasileira (PSDB) | 1º de janeiro de 2023 | 6 de janeiro de 2027    | 2022      | Barbosinha (2023–presente)                                        | [ 20 ]                             |
| Minas Gerais (lista)                       |            | Romeu Zema            |         | Partido Novo (NOVO)                            | 1º de janeiro de 2019 | 6 de janeiro de 2027    | 2018 2022 | Paulo Brant (2019–2023) Mateus Simões (2023–presente)             | [ 21 ] [ 22 ]                      |
| Pará (lista)                               |            | Helder Barbalho       |         | Movimento Democrático Brasileiro (MDB)         | 1º de janeiro de 2019 | 6 de janeiro de 2027    | 2018 2022 | Lucio Vale (2019–2021) – (2021–2023) Hana Ghassan (2023–presente) | [ 23 ] [ 24 ] [ 25 ]               |
| Paraíba (lista)                            |            | João Azevêdo          |         | Partido Socialista Brasileiro (PSB)            | 1º de janeiro de 2019 | 6 de janeiro de 2027    | 2018 2022 | Lígia Feliciano (2019–2023) Lucas Ribeiro (2023–presente)         | [ 26 ] [ 27 ] [ 28 ] [ 29 ] [ 30 ] |
| Paraná (lista)                             |            | Ratinho Júnior        |         | Partido Social Democrático (PSD)               | 1º de janeiro de 2019 | 6 de janeiro de 2027    | 2018 2022 | Darci Piana (2019–presente)                                       | [ 31 ] [ 32 ]                      |
| Pernambuco (lista)                         |            | Raquel Lyra           |         | Partido Social Democrático (PSD)               | 1º de janeiro de 2023 | 6 de janeiro de 2027    | 2022      | Priscila Krause (2023–presente)                                   | [ 33 ] [ 34 ]                      |
| Piauí (lista)                              |            | Rafael Fonteles       |         | Partido dos Trabalhadores (PT)                 | 1º de janeiro de 2023 | 6 de janeiro de 2027    | 2022      | Themístocles Filho (2023–presente)                                | [ 35 ]                             |
| Rio de Janeiro (lista)                     |            | Cláudio Castro        |         | Partido Liberal (PL)                           | 1º de maio de 2021    | 6 de janeiro de 2027    | – 2022    | – (2021–2023) Thiago Pampolha (2023–2025) – (2025–presente)       | [ 36 ] [ 37 ] [ 38 ]               |
| Rio Grande do Norte (lista)                |            | Fátima Bezerra        |         | Partido dos Trabalhadores (PT)                 | 1º de janeiro de 2019 | 6 de janeiro de 2027    | 2018 2022 | Antenor Roberto (2019–2023) Walter Alves (2023–presente)          | [ 39 ] [ 40 ]                      |
| Rio Grande do Sul (lista)                  |            | Eduardo Leite         |         | Partido Social Democrático (PSD)               | 1º de janeiro de 2023 | 6 de janeiro de 2027    | 2022      | Gabriel Souza (2023–presente)                                     | [ 41 ]                             |
| Rondônia (lista)                           |            | Marcos Rocha          |         | União Brasil (UNIÃO)                           | 1º de janeiro de 2019 | 6 de janeiro de 2027    | 2018 2022 | Zé Jodan (2019–2023) Sérgio Alves (2023–presente)                 | [ 42 ] [ 43 ]                      |
| Roraima (lista)                            |            | Antonio Denarium      |         | Progressistas (PP)                             | 1º de janeiro de 2019 | 6 de janeiro de 2027    | 2018 2022 | Frutuoso Lins (2019–2023) Edilson Damião (2023–presente)          | [ 44 ] [ 45 ] [ 46 ] [ 47 ]        |
| Santa Catarina (lista)                     |            | Jorginho Mello        |         | Partido Liberal (PL)                           | 1º de janeiro de 2023 | 6 de janeiro de 2027    | 2022      | Delegada Marilisa (2023–presente)                                 | [ 48 ]                             |
| São Paulo (lista)                          |            | Tarcísio de Freitas   |         | Republicanos                                   | 1º de janeiro de 2023 | 6 de janeiro de 2027    | 2022      | Felicio Ramuth (2023–presente)                                    | [ 49 ]                             |
| Sergipe (lista)                            |            | Fábio Mitidieri       |         | Partido Social Democrático (PSD)               | 1º de janeiro de 2023 | 6 de janeiro de 2027    | 2022      | Zezinho Sobral (2023–presente)                                    | [ 50 ]                             |
| Tocantins (lista)                          |            | Wanderlei Barbosa     |         | Republicanos                                   | 11 de março de 2022   | 6 de janeiro de 2027    | – 2022    | – (2022–2023) Laurez Moreira (2023–presente)                      | [ 51 ] [ 52 ]                      |